# 2017 à la télévision
 (mars 2015).
Si vous disposez d'ouvrages ou d'articles de référence ou si vous connaissez des sites web de qualité traitant du thème abordé ici, merci de compléter l'article en donnant les références utiles à sa vérifiabilité et en les liant à la section « Notes et références ».
| Années de la télévision : 2014 - 2015 - 2016 - 2017 - 2018 - 2019 - 2020    |
| Décennies de la télévision : 1980 - 1990 - 2000 - 2010 - 2020 - 2030 - 2040 |

Cet article présente les faits marquants de l'année 2017 à la télévision.

## Événements
- 27 février : I-Télé devient CNews[1]. Dernière émission de Money Drop sur TF1 après six ans de diffusion.
- 1er mars :
  - M6 fête ses 30 ans[2] ;
  - Motors TV devient Motorsport.tv[3].
- 3 mars : arrêt du Grand Journal sur Canal+ après treize ans de diffusion.
- 17 mars : première diffusion de Invitation au voyage sur Arte.
- 23 avril et 7 mai : premier et second tour de l'élection présidentielle française.
- 10 mai : fin des émissions de la chaîne israélienne Aroutz 1.
- 17 juillet : lancement du feuilleton Demain nous appartient sur TF1 à 19h10.
- 26 août : Nickelodeon 4Teen devient Nickelodeon Teen.
- 22 août: Lancement de Altice Studio, la chaîne cinéma et séries d'SFR.
- 28 août : Gulli et LCI mettent à l'antenne un nouvel habillage.
- 1er septembre : Télévision numérique alternative cesse définitivement d'émettre après près de 13 ans de diffusion.
- 28 septembre : le bouquet de chaînes régionales TVSud devient ViàOccitanie[4].
- 9 novembre : 1000e épisode de la série Pokémon.
- 5 décembre : décès du chanteur rock Johnny Hallyday.
- 11 décembre : l'émission Les Minikeums fait son retour à la télévision sur France 4 après 15 ans d'absence.

## Émissions
- Diffusion de la saison 9 des Anges sur NRJ 12.
- Diffusion de la saison 8 de Top Chef sur M6.
- Diffusion de la saison 17 de Koh-Lanta sur TF1.
- Diffusion de la saison 6 des Marseillais sur W9.
- Diffusion de la saison 3 de La Villa des cœurs brisés sur NT1 puis TFX.
- Diffusion de la saison 11 de Secret Story sur NT1.
- Diffusion de la saison 28 de Fort Boyard sur France 2.
- Diffusion de la saison 6 de The Voice : La Plus Belle Voix sur TF1.
- Diffusion de la saison 8 de Danse avec les stars sur TF1.
- Diffusion de la saison 4 de The Voice Kids sur TF1.
- Diffusion de la saison 18 de Koh-Lanta sur TF1.
- Diffusion de la saison 13 de Nouvelle Star sur M6.
- Diffusion de la saison 5 des Princes de l'amour sur W9.
- L'émission D&CO s'arrête sur M6.

## Séries télévisées

### Séries diffusées dans les pays anglophones
- Diffusion-distribution de la saison 7 de Game of Thrones sur HBO
- Diffusion de la 8e et dernière saison de Vampire Diaries sur The CW
- Diffusion de la saison 4 de The Originals sur The CW
- Diffusion de la saison 7 et 8 de The Walking Dead sur AMC
- Diffusion de la saison 10 de Doctor Who sur BBC One
- Diffusion de la saison 6 de Girls sur HBO
- Diffusion de la saison 2 de Shadowhunters sur Freeform
- Diffusion de la saison 1 de Riverdale sur The CW
- Diffusion de la saison 1 de 13 Reasons Why sur Netflix
- Diffusion de la saison 1 de Famous in Love sur Freeform
- Diffusion de la deuxième partie de la septième et dernière saison de Pretty Little Liars sur Freeform
- Diffusion de la saison 7 de American Horror Story : Cult sur FX
- Diffusion de la saison 2 de Stranger Things sur Netflix
- Diffusion de la saison 1 de The Handmaid's Tale sur Hulu
- Diffusion de la saison 3 de Better Call Saul sur Netflix
- Diffusion de la saison 1 des Désastreuses Aventures des Orphelins Baudelaire sur Netflix
- Diffusion de la saison 4 de Sherlock sur BBC One
- Diffusion de la saison 5 de Prison Break sur Fox
- Diffusion de la saison 1 de Feud sur FX
- Diffusion de la saison 1 de Beyond sur Freeform
- Diffusion de la saison 1 & 2 de This Is Us sur NBC
- Diffusion de la saison 5 de Orange Is the New Black sur Netflix
- Diffusion de la saison 3 de Unbreakable Kimmy Schmidt sur Netflix
- Diffusion de la saison 3 de Grace et Frankie sur Netflix
- Diffusion de la saison 1 de Girlboss sur Netflix
- Diffusion de la saison 1 de Star Trek: Discovery sur CBS All Access
- Diffusion de la saison 4 de Silicon Valley sur HBO
- Diffusion de la 3e et dernière saison de The Leftovers sur HBO
- Diffusion de la 6e et dernière saison de Grimm sur NBC
- Diffusion de la saison 7 de Once Upon a Time sur ABC
- Diffusion de la saison 4 de The 100 sur The CW
- Diffusion de la saison 4 et de la partie 1 de la saison 5 de Vikings sur History
- Diffusion de la saison 4 de The Last Man on Earth sur Fox
- Diffusion de la saison 5 de The Americans sur FX
- Diffusion de la saison 1 de Future Man sur Hulu
- Diffusion de la saison 8 et 9, dernière saison de Adventure Time sur Cartoon Network
- Diffusion de la saison 5 de Marvel : Les Agents du SHIELD sur ABC
- Diffusion de la saison 1 de Iron Fist sur Netflix
- Diffusion de la saison 1 de The Defenders sur Netflix
- Diffusion de la saison 1 de The Punisher sur Netflix
- Diffusion de la saison 1 de The Gifted sur FOX
- Diffusion de la saison 2 de Master of None

### Séries diffusées enFrance
- Diffusion de la saison 1 de Demain nous appartient sur TF1
- Diffusion de la saison 2 de Franky sur Gulli
- Diffusion de la saison 5 de Once Upon a Time sur 6ter
- Diffusion de la saison 7 de Pretty Little Liars sur OCS Max
- Diffusion de la saison 1 de Chicago Med sur TF1
- Diffusion de la saison 1 de Limitless sur M6
- Diffusion de la saison 3 de Chicago Police Department sur TF1
- Diffusion de la saison 1 & 2 de Orange Is The New Black sur Numéro 23
- Diffusion de la saison 5 de Orange Is the New Black sur Netflix
- Diffusion de la saison 7 de The Good Wife sur Téva
- Diffusion de la saison 11 de Section de recherches sur TF1
- Diffusion de la saison 7 de Clem sur TF1
- Diffusion de la saison 4 de Cherif sur France 2
- Diffusion de la saison 10 de Doctor Who sur France 4
- Diffusion de la 9e et dernière saison de Fais pas ci, fais pas ça sur France 2
- Diffusion de la saison 1 de Shades of Blue sur France 2
- Diffusion de la saison 1 de Colony sur TF1
- Diffusion de la saison 1 de Believe sur TF1
- Diffusion de la saison 3 de Marvel : Les Agents du SHIELD sur W9 et de la saison 4 sur Série Club
- Diffusion de la saison 1 de Iron Fist sur Netflix
- Diffusion de la saison 1 de The Defenders sur Netflix
- Diffusion de la saison 1 de The Punisher sur Netflix
- Diffusion de la saison 1 de The Gifted sur Canal+ Séries
- Diffusion de la saison 1 de Crazy Ex-Girlfriend sur Téva
- Diffusion de la saison 1 de Les Médicis : Maîtres de Florence sur Numéro 23
- Diffusion de la saison 2 de Versailles sur Canal+
- Diffusion de la saison 1 de Person of Interest sur TMC
- Diffusion de la saison 1 de Chicago Police Department sur NT1
- Diffusion de la saison 1 de Monday Mornings sur TF1
- Diffusion de la saison 3 de Scorpion sur M6
- Diffusion de la saison 4 de Chicago Fire sur CStar
- Diffusion de la saison 3 de The Flash sur TF1
- Diffusion de la saison 3 de Wakfu sur France 4
- Diffusion de la saison 1 de Star Trek: Discovery sur Netflix
- Diffusion de la saison 8 de Profilage sur TF1
- Diffusion de la saison 2 de La Vengeance aux yeux clairs sur TF1
- Diffusion de la saison 1 de Le Tueur du lac sur TF1
- Diffusion de la fin de la saison 12 et de la moitié de la saison 13 de Grey's Anatomy sur TF1
- Diffusion de la saison 1 de The Handmaid's Tale sur OCS
- Diffusion de la saison 1 de Les Pièges du Temps sur Arte
- Diffusion de la saison 2 de Miraculous, les aventures de Ladybug et Chat Noir sur TF1

### Séries diffusées enItalie
- Diffusion de la saison 1 de L’Amie prodigieuse sur la RAI et HBO